# Нойбург-ан-дер-Каммель
Нойбург-ан-дер-Каммель (нем. Neuburg an der Kammel) — община в Германии, в земле Бавария. 
Подчиняется административному округу Швабия. Входит в состав района Гюнцбург.  Население составляет 3110 человек (на 31 декабря 2010 года). Занимает площадь 37,90 км².